# Lista de prefeitos de Urandi
Esta é uma lista de intendentes, prefeitos e vice-prefeitos do município baiano de Urandi, desde sua emancipação no início do século XX.
O cargo de prefeito no Brasil, foi criado em 11 de abril de 1835, pela assembleia provincial paulista, em reação aos amplos poderes conferidos pelo Código de Processo Criminal de 1832 às câmaras municipais. Seguiram o exemplo paulista seis províncias do nordeste brasileiro (Alagoas, Ceará, Maranhão, Paraíba, Pernambuco e Sergipe).
Sob a vigente ordem constitucional, essa designação é dada ao funcionário público do Poder Executivo municipal, que exerce seu cargo em função de uma legislatura (mandato), sendo para tanto eleito a cada quatro anos, podendo ser reeleito por mais 4 anos (segundo mandato).
Funções
O poder executivo municipal chefia a administração e comanda os serviços públicos, tendo como comandante o prefeito.
A partir da constituição brasileira de 1934, o cargo de prefeito passou a ser o único, em todo o Brasil, ao qual estão atribuídas as funções de chefe do poder executivo do governo local, em simetria aos chefes dos executivos da União e do estado, portanto, em forma monocrática. Este texto quer dizer que deverá haver harmonia e integração de ação entre as esferas envolvidas sem a intervenção de uma na outra, exceto nos casos previstos na Constituição Federal.
Eleições
O prefeito é eleito por sufrágio universal, secreto, direto, em pleito simultâneo em todo o País, realizado a cada quatro anos, no primeiro domingo de outubro.
E trinta dias após tem lugar o segundo turno, se o eleito em primeiro lugar não atingir 50% dos votos válidos mais um voto, no caso de municípios com mais de duzentos mil eleitores.
Conforme a legislação eleitoral atual no Brasil para tornar-se elegível, exige-se uma série de requisitos;
- Possuir nacionalidade brasileira ou portuguesa (neste caso, o cidadão português deve se encontrar amparado pelo Estatuto de Igualdade entre Portugueses e Brasileiros),
- Título de eleitor em dia e estar em gozo pleno do exercício dos direitos políticos,
- Domicilio eleitoral na circunscrição na qual o candidato se apresenta,
- Filiação partidária,
- Ser alfabetizado (tópico invalidado pela atual constituição brasileira de 1988),
- Desincompatibilização de cargo público — Se ocupa um cargo público deve sair seis meses antes das eleições e voltar caso possa só após seis meses ao pleito eleitoral,
- Renúncia de outro mandado até seis meses antes do pleito e não ser parente afim ou consangüíneo, até segundo grau, ou cônjuge de titular de cargo eletivo; pode, entretanto, ser candidato à reeleição (artigo 14 da Constituição),
- Ter idade mínima de 21 anos.

## Relação de Prefeitos Municipais desde a emancipação
| Nº | Nome                         | Partido                                    | Vice-prefeito                                                                      | Início do mandato     | Fim do mandato         | Observações                                                                |
| 1  | Propércio Fernandes Baleeiro | Partido Republicano Democrata da Bahia PRD | ignorado                                                                           | 1918                  | 1919                   | Primeiro intendente (prefeito) municipal                                   |
| 2  | Rodolpho Fernandes Baleeiro  | Partido Republicano Democrata da Bahia PRD | ignorado                                                                           | 1919                  | 1919                   | Intendente (prefeito) municipal                                            |
| 3  | Crescêncio Pedro Rodrigues   | Partido Republicano Democrata da Bahia PRD | ignorado                                                                           | 1920                  | 1921                   | Intendente (prefeito) municipal                                            |
| 4  | Otílio Soares de Carvalho    | Partido Republicano Democrata da Bahia PRD | ignorado                                                                           | 1922                  | 1923                   | Intendente (prefeito) municipal                                            |
| 5  | Lauro Fernandes Baleeiro     | Partido Republicano Democrata da Bahia PRD | ignorado                                                                           | 1924                  | 1925                   | Intendente (prefeito) municipal                                            |
| 6  | José Guimarães               | Partido Republicano Baiano PRB             | ignorado                                                                           | 1926                  | 1926                   | Intendente (prefeito) municipal                                            |
| 7  | Rodolpho Fernandes Baleeiro  | Partido Republicano Baiano PRB             | ignorado                                                                           | 1927                  | 1927                   | Intendente (prefeito) municipal                                            |
| 8  | José Guimarães               | Partido Republicano Baiano PRB             | ignorado                                                                           | 1928                  | 1929                   | Intendente (prefeito) municipal                                            |
| 9  | Hugolino Pereira Rodrigues   | Partido Republicano Democrata da Bahia PRD | ignorado                                                                           | 1930                  | 1930                   | Intendente (prefeito) municipal                                            |
| 10 | Tiburtino Fernandes Cangussu | Partido Progressista PP                    | ignorado                                                                           | 1931                  | 1932                   | Intendente (prefeito) municipal                                            |
| 11 | Belarmino Fernandes Cangussu | Partido Progressista PP                    | ignorado                                                                           | 1933                  | 1934                   | Intendente (prefeito) municipal                                            |
| 12 | Olegário Guimarães           | Partido Progressista PP                    | ignorado                                                                           | 1935                  | 1936                   | Intendente (prefeito) municipal                                            |
| 13 | Nair Guimarães Lacerda       | Partido Progressista PP                    | ignorado                                                                           | 1936                  | 1936                   | Primeira mulher nomeada Intendente (prefeita) municipal no estado da Bahia |
| 14 | Olegário Guimarães           | Aliança Liberal AL                         | ignorado                                                                           | 1937                  | 1941                   | Intendente (prefeito) municipal                                            |
| 15 | Dely José Fagundes           | Aliança Liberal AL                         | ignorado                                                                           | 1942                  | 1945                   | Intendente (prefeito) municipal                                            |
| 16 | Luís Gomes                   | União Democrática Nacional UDN             | ignorado                                                                           | 1946                  | 1947                   | Prefeito municipal eleito                                                  |
| 17 | José Ferreira Santos         | Partido Social Democrático PSD             | ignorado                                                                           | 1948                  | 1949                   | Prefeito municipal eleito                                                  |
| 18 | Luís Gomes                   | União Democrática Nacional UDN             | ignorado                                                                           | 1950                  | 1951                   | Prefeito municipal eleito                                                  |
| 19 | Jerônimo Borges              | Partido Social Democrático PSD             | ignorado                                                                           | 1952                  | 1954                   | Prefeito municipal eleito                                                  |
| 20 | Joaquim Ribeiro              | União Democrática Nacional UDN             | ignorado                                                                           | 1955                  | 1958                   | Prefeito municipal eleito                                                  |
| 21 | Luís Gomes                   | Partido Social Progressista PSP            | ignorado                                                                           | 1959                  | 1962                   | Prefeito municipal eleito                                                  |
| 22 | Jesulindo Guimarães          | Aliança Renovadora Nacional ARENA          | ignorado                                                                           | 1963                  | 1964                   | Prefeito municipal eleito                                                  |
| 23 | Benvindo Muniz               | Movimento Democrático Brasileiro MDB       | ignorado                                                                           | 1965                  | 1966                   | Prefeito municipal durante a Ditadura Militar                              |
| 24 | José Ferreira Santos         | Aliança Renovadora Nacional ARENA          | ignorado                                                                           | 1967                  | 1970                   | Prefeito municipal durante a Ditadura Militar                              |
| 25 | Diógenes Baleeiro            | Aliança Renovadora Nacional ARENA          | ignorado                                                                           | 1971                  | 1972                   | Prefeito municipal durante a Ditadura Militar                              |
| 26 | Sebastião Alves Santana      | Aliança Renovadora Nacional ARENA          | ignorado                                                                           | 1973                  | 1976                   | Prefeito municipal durante a Ditadura Militar                              |
| 27 | Antônio Gomes Bitone         | Aliança Renovadora Nacional ARENA          | ignorado                                                                           | 1977                  | 1982                   | Prefeito municipal durante a Ditadura Militar                              |
| 28 | Sebastião Alves Santana      | Partido Democrático Social PDS             | ignorado                                                                           | 1983                  | 1988                   | Prefeito e vice eleitos com a redemocratização                             |
| 29 | Geraldo Dias de Santana      | Partido da Frente Liberal PFL              | ignorado                                                                           | 1989                  | 1992                   | Prefeito e vice eleitos                                                    |
| 30 | Adonai Nina Rocha            | Partido da Frente Liberal PFL              | ignorado                                                                           | 1º de janeiro de 1993 | 31 de dezembro de 1996 | Prefeito e vice eleitos                                                    |
| 31 | José Humberto Carvalho Rocha | Partido da Frente Liberal PFL              | ignorado                                                                           | 1º de janeiro de 1997 | 31 de dezembro de 2000 | Prefeito e vice eleitos                                                    |
| 32 | Adonai Nina Rocha            | Partido da Frente Liberal PFL              | ignorado                                                                           | 1º de janeiro de 2001 | 31 de dezembro de 2004 | Prefeito e vice eleitos                                                    |
| 33 | José Humberto Carvalho Rocha | Partido Liberal PL                         | José Nogueira Aranha (PP)                                                          | 1º de janeiro de 2005 | 31 de dezembro de 2008 | Prefeito e vice eleitos                                                    |
| 34 | José Cardoso de Oliveira     | Partido Comunista do Brasil PCdoB          | Carlos Arnon Rodrigues Carvalho (PHS)                                              | 1º de janeiro de 2009 | 31 de dezembro de 2012 | Prefeito e vice eleitos                                                    |
| 35 | Dorival Barbosa do Carmo     | Partido Progressista PP                    | José Policiano "Zé de Zinho" (PV) e Valmir da Costa Dantas "Valmir do Posto" (PDT) | 1º de janeiro de 2013 | 31 de dezembro de 2016 | Prefeito e vice eleitos                                                    |
| 35 | Dorival Barbosa do Carmo     | Partido Progressista PP                    | José Policiano "Zé de Zinho" (PV) e Valmir da Costa Dantas "Valmir do Posto" (PDT) | 1° de janeiro de 2017 | 31 de dezembro de 2020 | Prefeito reeleito e vice eleitos                                           |
| 36 | Warlei Oliveira de Souza     | Partido Social Democrático PSD             | Deivison Botelho de Carvalho (PC do B)                                             | 1º de janeiro de 2021 | 31 de dezembro de 2024 | Prefeito e vice eleitos                                                    |
| 36 | Warlei Oliveira de Souza     | Partido Social Democrático PSD             | Cícero David Camargo Louro "Sinha da Banana" (PV)                                  | 1º de janeiro de 2025 | Atualidade             | Prefeito e vice reeleitos                                                  |

Legenda
| cor   | significado |
| verde | mandatários eleitos por votação direta.                                                                                       |
| bege  | mandatários interinos, ou nomeados pela Câmara Municipal, pelo governo central (estadual ou federal) ou por decisão judicial. |